# 馬提尼克
馬提尼克（法語：Martinique，法語發音：[maʁtinik] ⓘ）位于中美洲加勒比海，是法国的一个海外省与单一领土集体，首府法兰西堡。馬提尼克也是欧盟的一部分，是欧盟的外延地区（OMR）之一，但不属于申根区和欧盟关税同盟。

## 歷史
該島首先被阿拉瓦克人佔領，然後被加勒比人佔領。
哥倫布於1502年6月15日於此島登陸。
1635年9月15日，法國聖基茨島總督皮埃尔·贝兰·德南比克在被英國人趕出聖基茨島後，與 80-150 名法國定居者一起在聖皮埃爾港登陸，並在聖皮埃爾堡（現為聖皮埃爾）建立了第一個歐洲定居點。
2015年，馬提尼克成为法国的一个单一领土集体。

## 政治
與法屬圭亞那一樣，馬提尼克是法蘭西共和國的一個單一領土集體。馬提尼克島的居民是擁有完全政治和法律權利的法國公民。馬提尼克向法國國民議會派出四名代表，向法國參議院派出兩名參議員。

## 地理
馬丁尼克岛面积1,128平方公里，馬提尼克島是小安的列斯群島中僅次於特立尼达岛和瓜德羅普島的第三大島。其長70公里，寬30公里。最高點是1397米的培雷火山；島上地面崎岖，只是在濒临法兰西堡湾附近有面积较广的平原。
各月气温介于24－27℃之间，年降水量1500－2000毫米。

## 經濟
2014年，馬提尼克的GDP總額為84億歐元。它的經濟嚴重依賴旅遊業、有限的農業生產和法國的援助。
從歷史上看，馬提尼克的經濟依賴於農業，尤其是糖和香蕉，但到 21 世紀初，該部門已大幅萎縮。糖產量下降，大部分甘蔗現在用於生產朗姆酒。香蕉出口正在增加，主要出口到法國本土。

## 交通

### 運輸
馬提尼克主要也是唯一一個有商業航班的機場是馬丁尼克艾梅·塞澤爾國際機場。它提供往返歐洲、加勒比海、委內瑞拉、美國和加拿大的航班。
法蘭西堡是主要港口。島上有定期渡輪服務前往瓜德羅普、多米尼克和聖盧西亞。還有幾家當地渡輪公司將法蘭西堡與布特角連接起來。
道路網絡廣泛且維護良好，法蘭西堡周圍地區有高速公路。巴士在首都和聖皮埃爾之間頻繁運行。

### 道路
2019 年，馬提尼克島的公路網總長度 2,123 公里。按人口比例計算，馬提尼克是法國車輛登記數量最多的省份。

## 行政
馬提尼克分為4個區和34個市鎮（2015年廢除45個縣）。
- 法兰西堡区
- 勒马兰区
- 圣皮埃尔区
- 拉特里尼泰区

## 旗帜
- 法国国旗
- “蛇旗”，非正式旗帜，因被视为奴隶制和殖民制度的标志而被当地人抵制使用
- 2019年5月10日起使用的旗帜，用于国际性的文化体育场合
- 马提尼克的民族主义旗帜

## 徽章
- 法兰西共和国国徽（正式）
- 法国国徽，亦为马提尼克官方徽章
- 非正式徽章

## 文化
高更博物馆位于马提尼克首府法兰西堡。

## 人口
| 1700年 估计值                                                                         | 1738年 估计值   | 1848年 估计值   | 1869年 估计值   | 1873年 估计值   | 1878年 估计值   | 1883年 估计值   | 1888年 估计值   | 1893年 估计值 |
| ------------------------------------------------------------------------------------- | --------------- | --------------- | --------------- | --------------- | --------------- | --------------- | --------------- | ------------- |
| 24,000                                                                                | 74,000          | 120,400         | 152,925         | 157,805         | 162,861         | 167,119         | 175,863         | 189,599       |
| 1900年 估计值                                                                         | 1954年 普查数据 | 1961年 普查数据 | 1967年 普查数据 | 1974年 普查数据 | 1982年 普查数据 | 1990年 普查数据 | 1999年 普查数据 | 2007年 估计值 |
| 203,781                                                                               | 239,130         | 292,062         | 320,030         | 324,832         | 328,566         | 359,572         | 381,427         | 401,000       |
| 人口数的官方数据从过去的人口普查结果和法国国家统计与经济研究所（INSEE）的估计值得出。 |                 |                 |                 |                 |                 |                 |                 |               |

## 图册

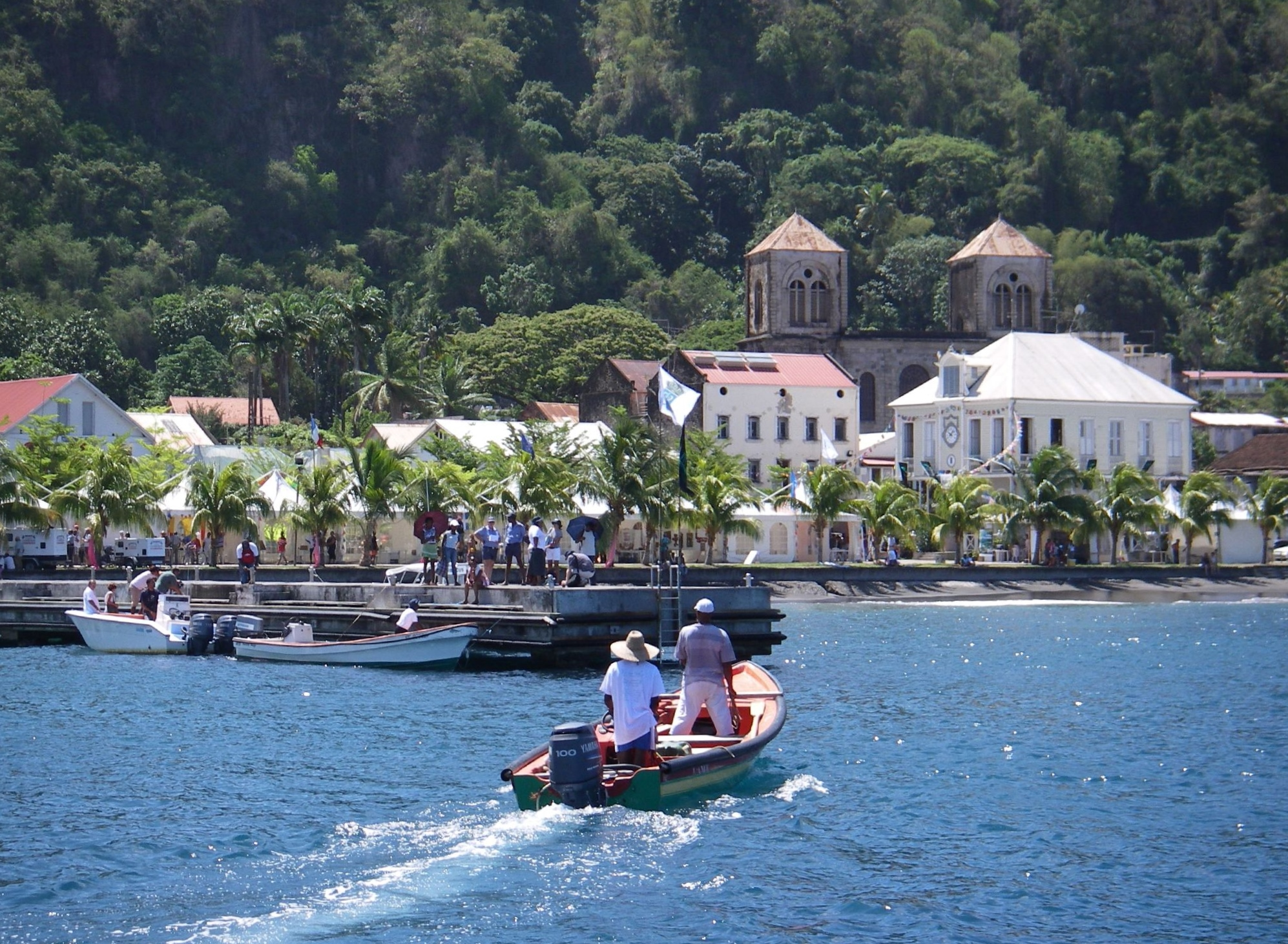
馬丁尼克岛
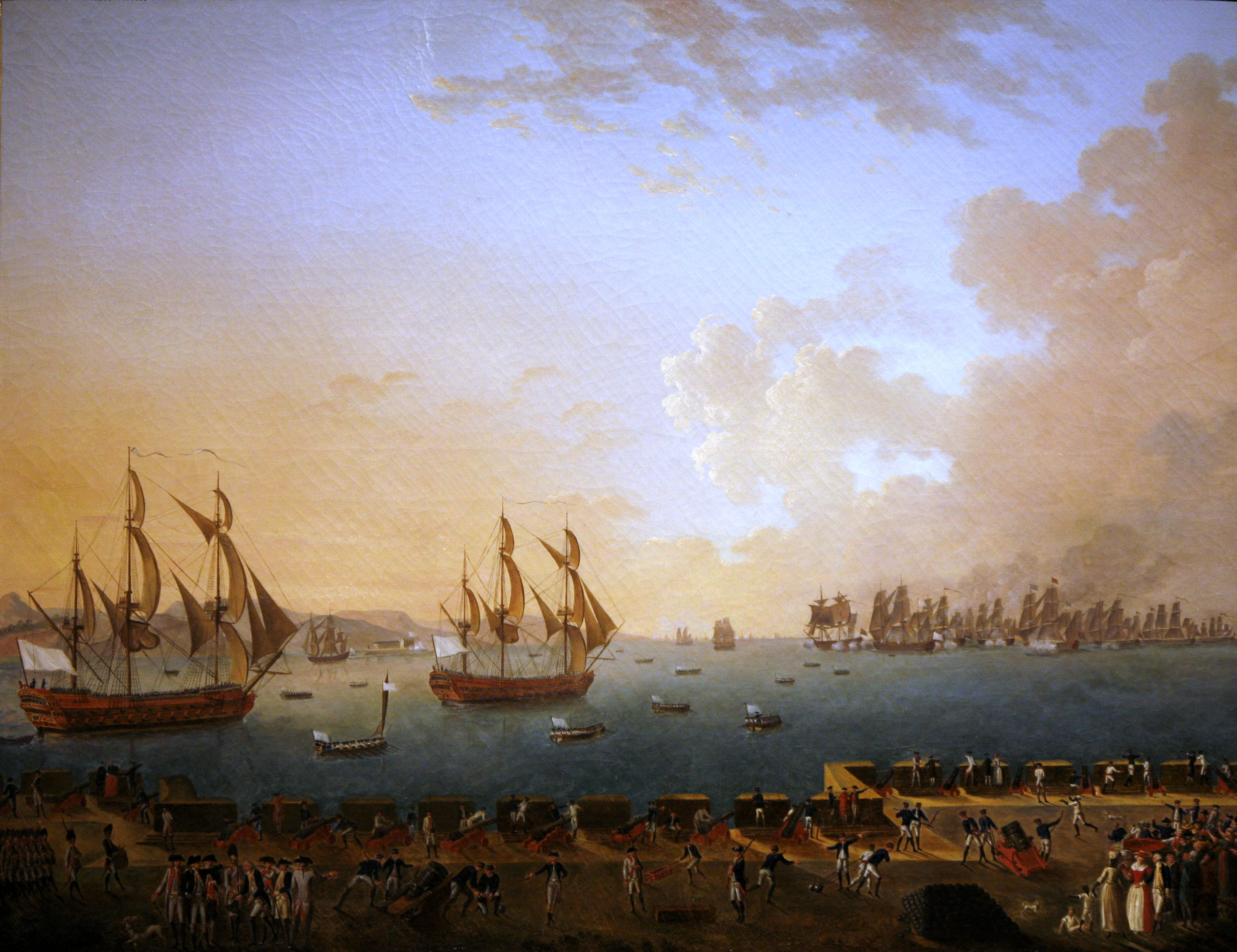
1779年馬丁尼克之戰
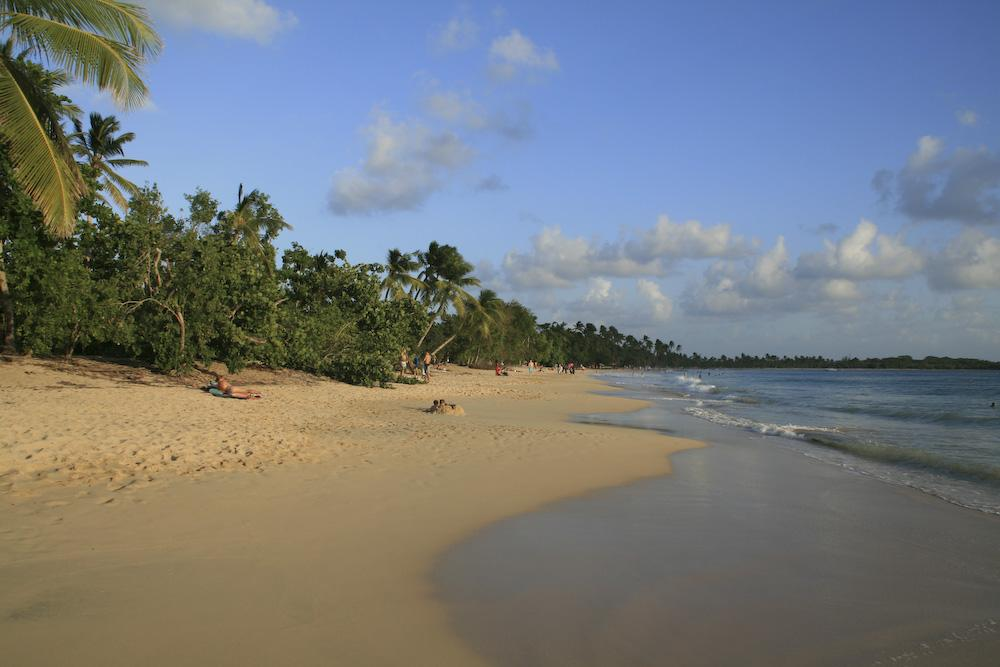
海水浴場
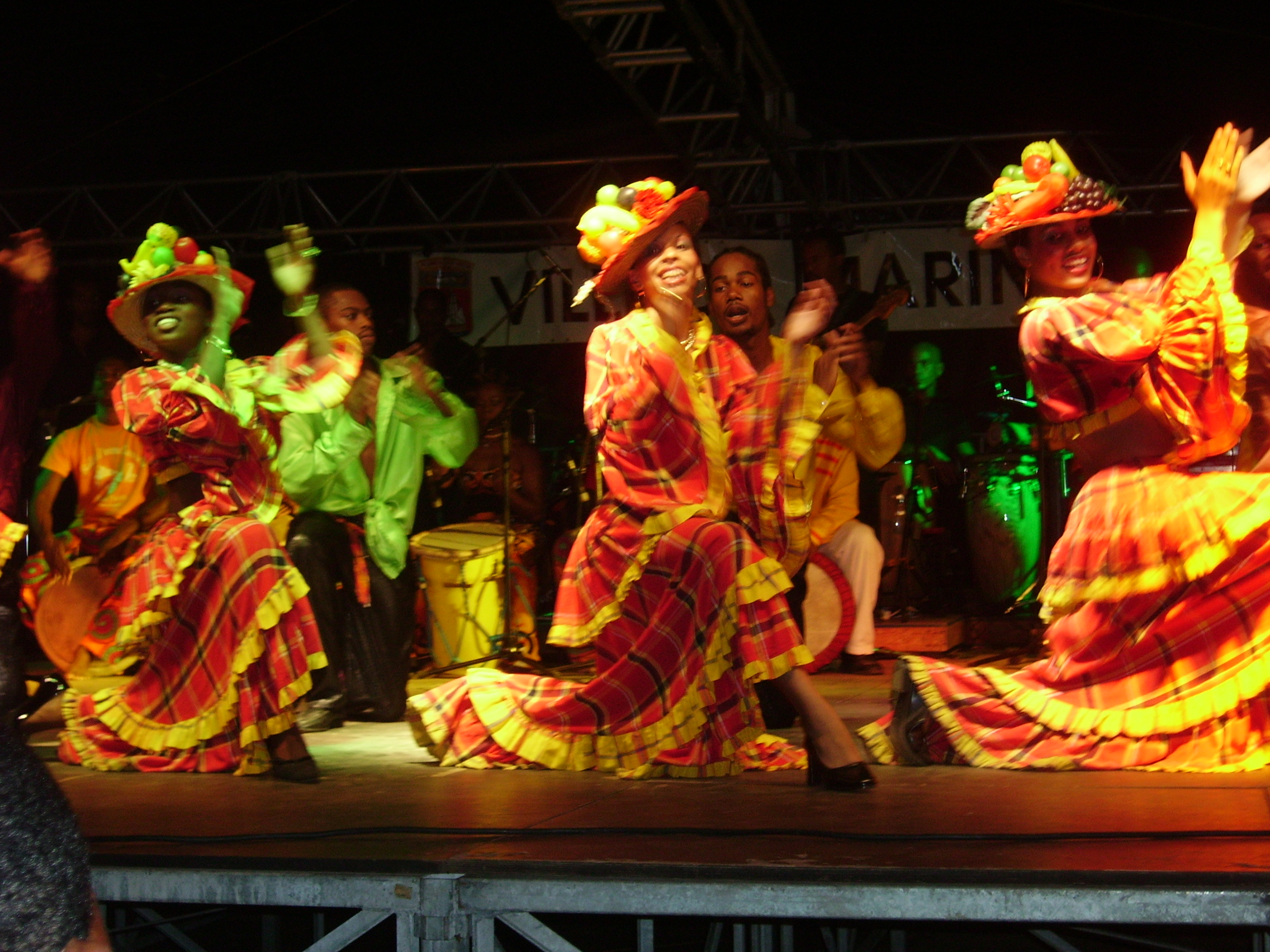
貿易舞
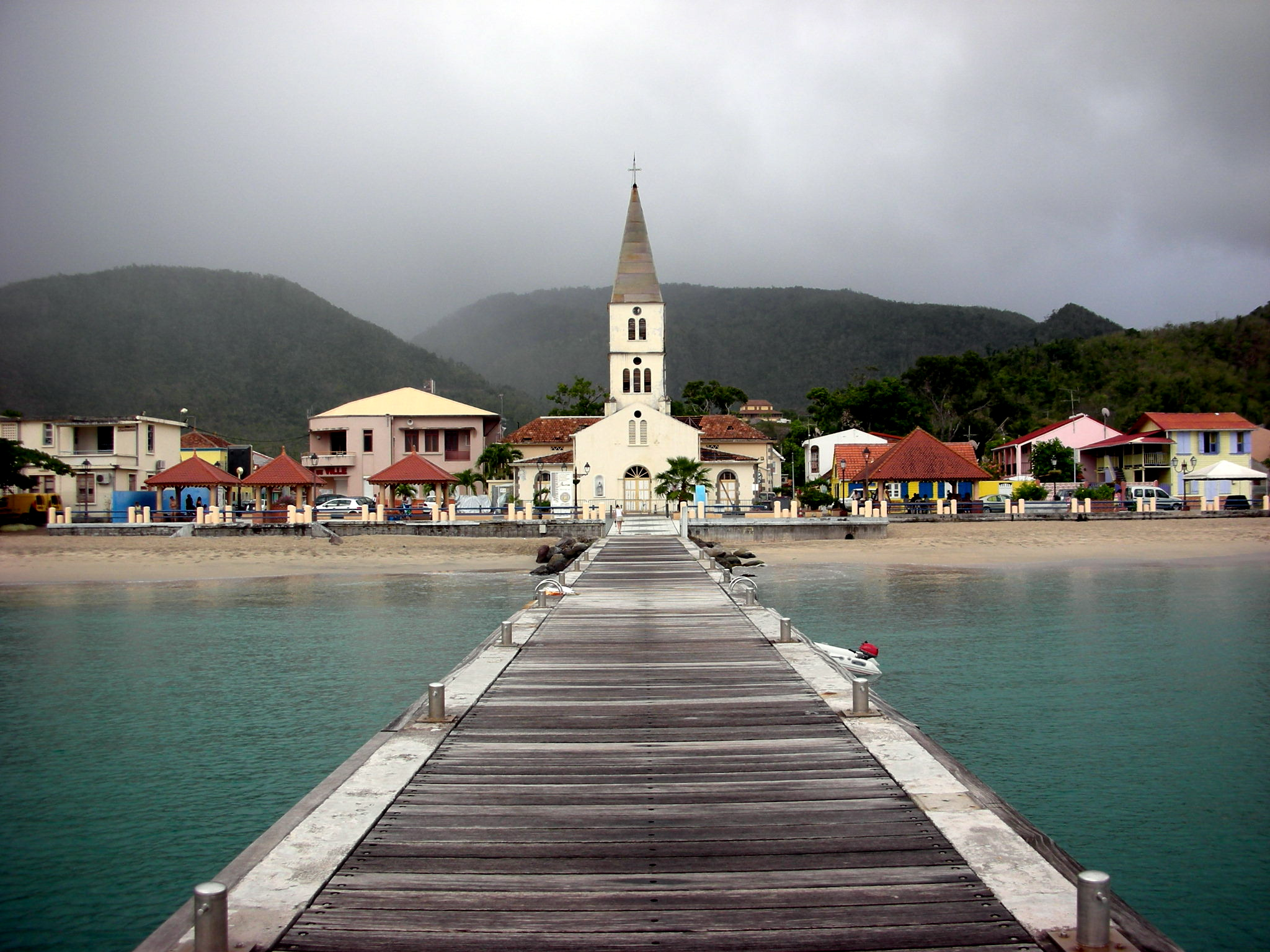
莱桑斯达莱教堂區
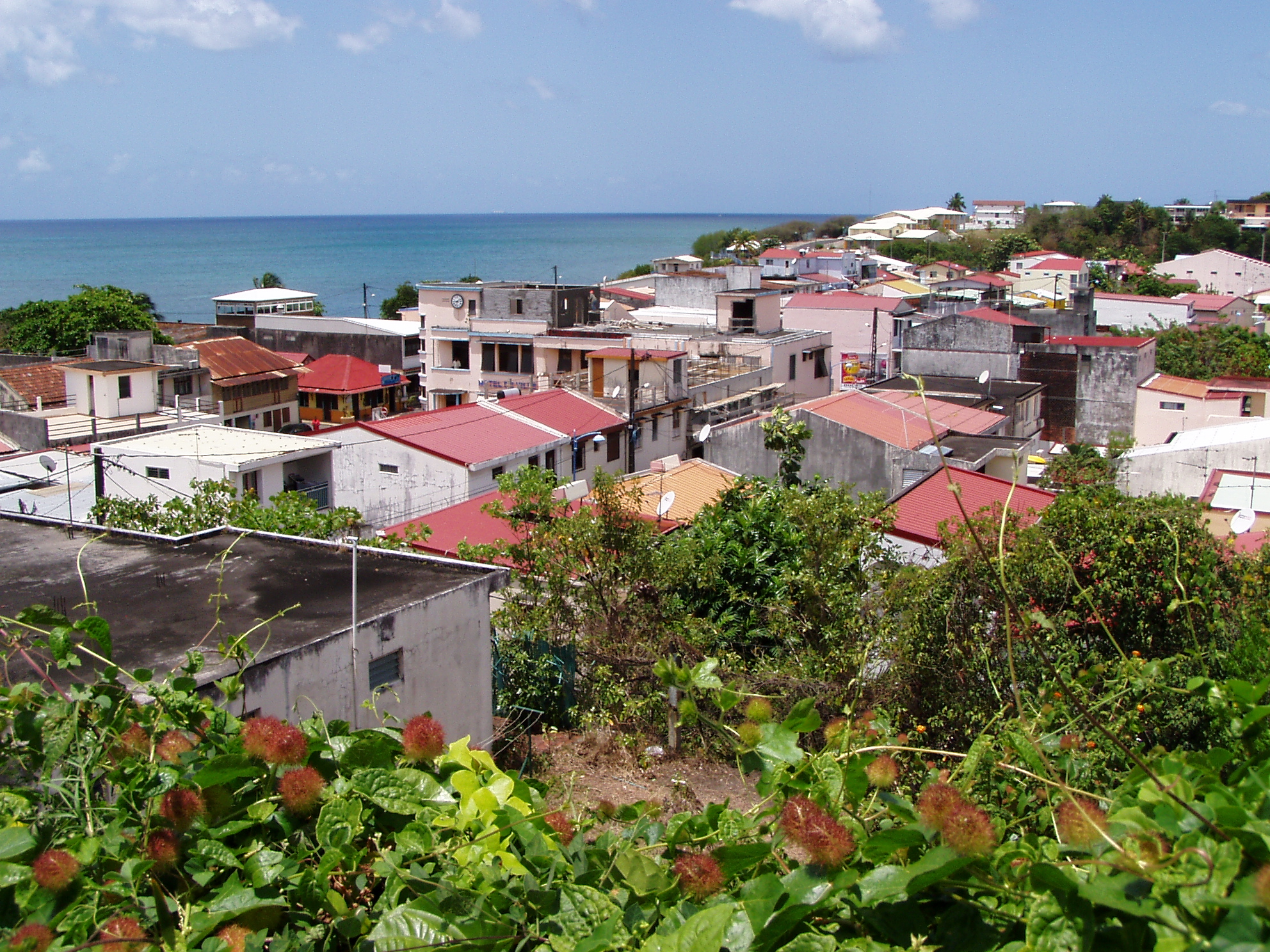
法蘭西堡附近鄉鎮
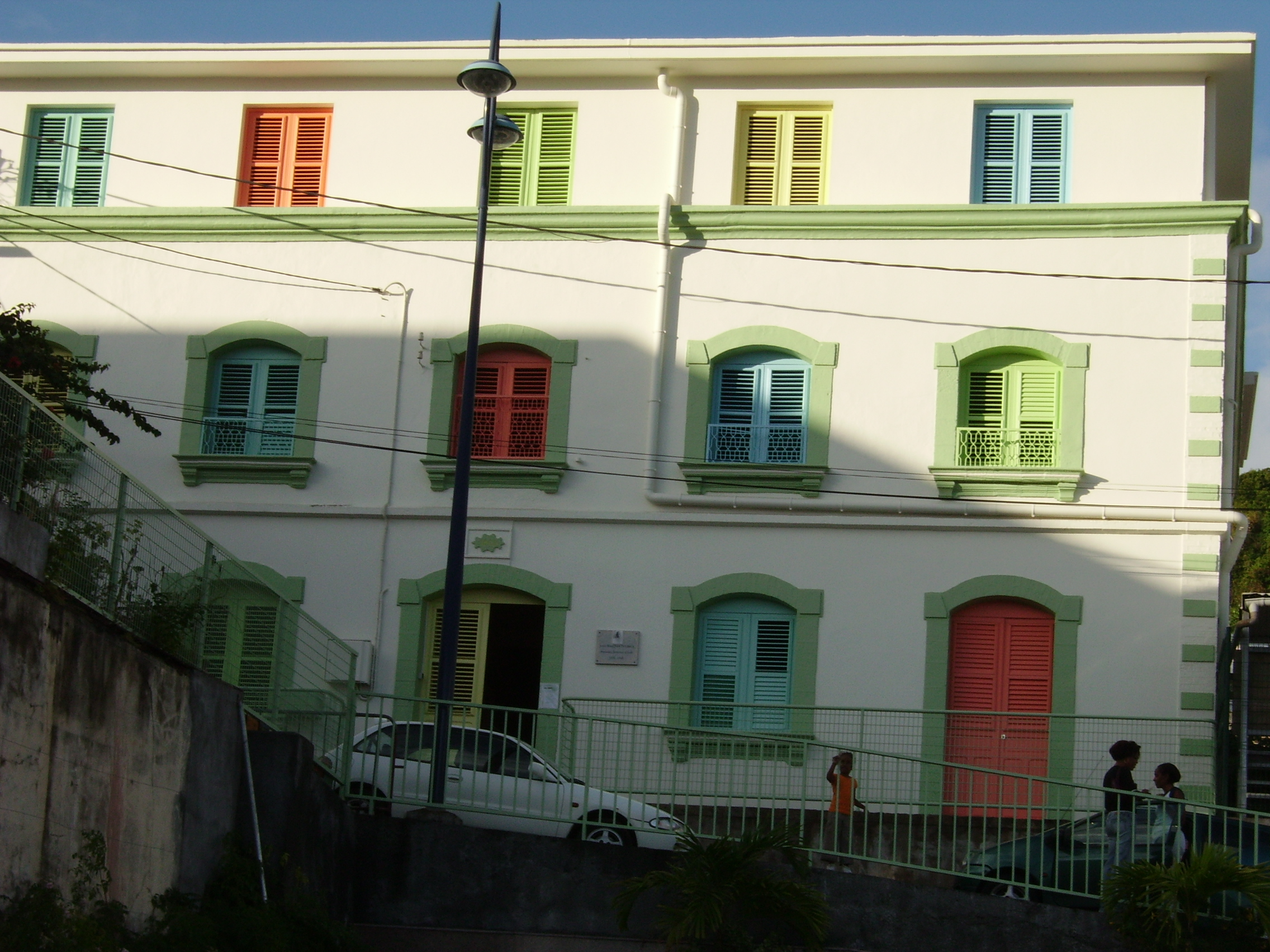
殖民風格建築
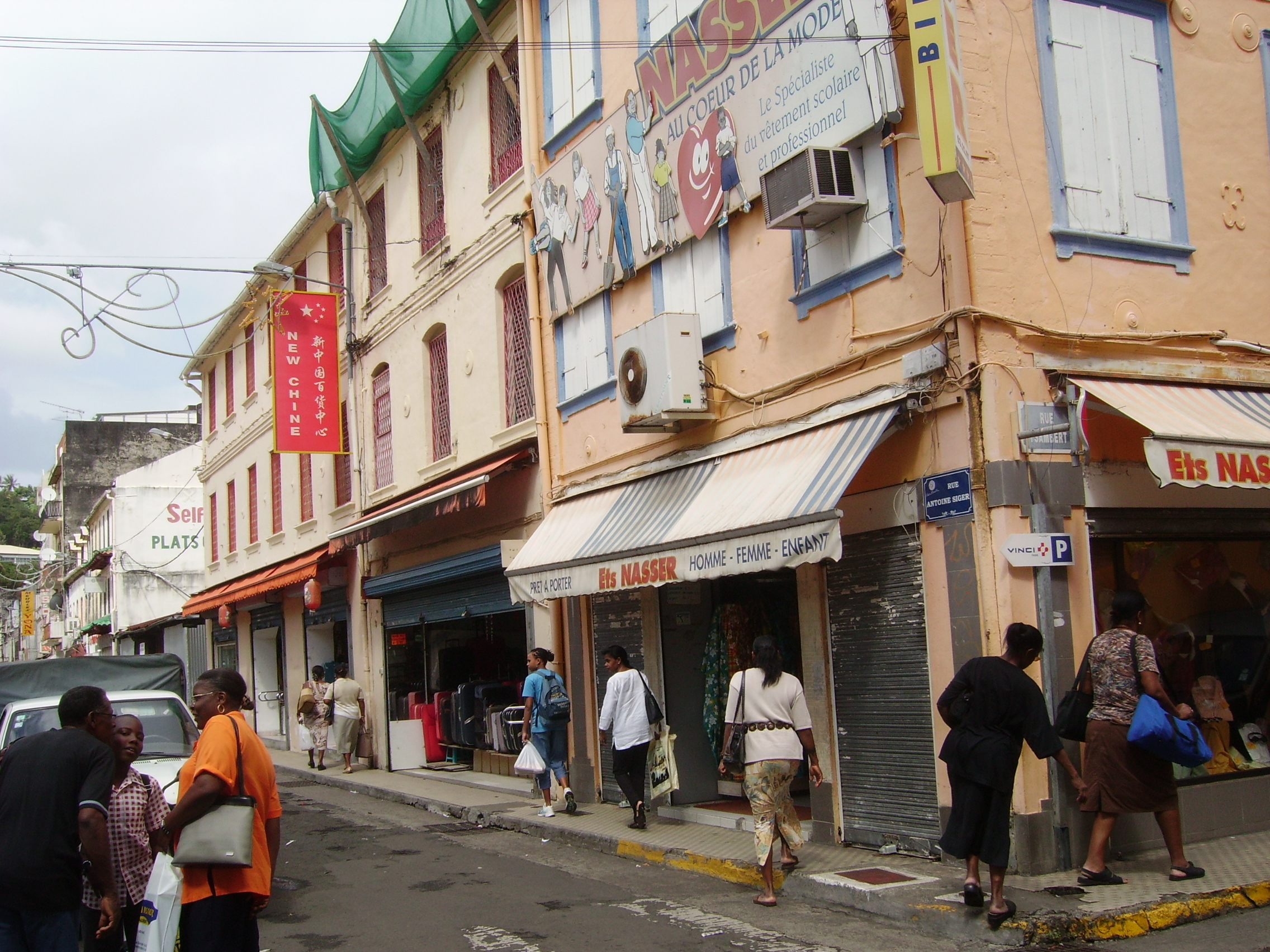
新中國百貨中心